# 小行星9651
小行星9651（9651 Arii-SooHoo）是一颗绕太阳运转的小行星，为主小行星带小行星。该小行星于1996年1月7日发现。

## 轨道参数
小行星9651的轨道半长轴为2.4505050 UA，离心率为0.194。